# Joseph Vuillermet
Joseph Vuillermet, né le 7 mars 1846 à Belfort et mort le 27 mars 1913, est un peintre et restaurateur de peintures vaudois.

## Biographie
Frère aîné du peintre Charles François Vuillermet, Joseph Vuillermet collabore aux albums du Vieux-Lausanne, mais se consacre avant tout à la restauration de peintures murales et de chevalet. 
A l'occasion du transfert des collections cantonales du Musée Arlaud au Palais de Rumine, il restaure ces œuvres de 1902 à 1905. Puis en 1907, il se consacre aux portraits de la salle du Sénat.

## Sources
- « Joseph Vuillermet », sur la base de données des personnalités vaudoises sur la plateforme « Patrinum » de la Bibliothèque cantonale et universitaire de Lausanne.
- Emile Bonjour, Le Musée Arlaud (1841-1904), Lausanne, 1905, p. 72
- Françoise Belperrin, Patrick Schaefer, Les portraits professoraux de la Salle du Sénat, Palais de Rumine, Lausanne, 1987, p. 141